# Rafael Sanzio
Raffaello Sanzio (Urbino, 6 de abril de 1483-Roma, 6 de abril de 1520), también conocido como Rafael de Urbino o simplemente como Rafael, fue un pintor y arquitecto italiano del Renacimiento. Además de su labor pictórica, que sería admirada e imitada durante siglos, realizó importantes aportes en la arquitectura y, como inspector de antigüedades, se interesó en el estudio y conservación de los vestigios grecorromanos.
Hijo de un pintor de modesta relevancia, fue considerado un niño prodigio por su precoz habilidad y al quedar huérfano se formó en los talleres de varios artistas de prestigio. A los 25 años obtuvo su primer encargo oficial, la decoración de las Estancias Vaticanas, donde pintó algunos frescos como La escuela de Atenas, considerada una de sus obras cumbre. Es célebre por la perfección y gracia de sus artes visuales, destacando en trabajos de pintura y dibujo artístico. Junto con Miguel Ángel y Leonardo da Vinci forma el trío de los grandes maestros del período.
Nació en Viernes Santo y falleció en esta misma festividad el día que cumplía 37 años. Fue un artista muy productivo, en parte gracias a que dirigió un taller conformado por numerosos colaboradores, y, a pesar de su muerte prematura, dejó una extensa obra que en gran parte aún se conserva. La mayor parte de su trabajo está alojado en los Museos Vaticanos, ya que decoró con frescos las habitaciones conocidas como las Estancias de Rafael, el principal encargo de su carrera, que quedó sin terminar a causa de su muerte y fue completado por ayudantes.
Después de sus años de juventud en Roma, gran parte de su obra, a pesar de haber sido diseñada por él, fue ejecutada por su taller, con una considerable pérdida de calidad. Ejerció gran influencia en su época; aunque fuera de Roma su obra fue conocida sobre todo a través de la producción que hicieron los talleres de grabado que colaboraban con él. Después de su muerte, la influencia de su principal rival, Miguel Ángel, se intensificó hasta los siglos XVIII y XIX, cuando las cualidades más serenas y armoniosas de Rafael fueron consideradas de nuevo como un modelo superior.
Su carrera se dividió de manera natural en tres fases y tres estilos, descritos así por Giorgio Vasari: sus primeros años en Umbría, el periodo posterior de cuatro años en Florencia (1504-1508), donde absorbió las tradiciones artísticas de la ciudad, y finalmente su último y triunfal período de doce años en Roma, trabajando para los papas y su corte.

Autorretrato con un amigo (circa 1518), Museo del Louvre, París

## Ascendencia

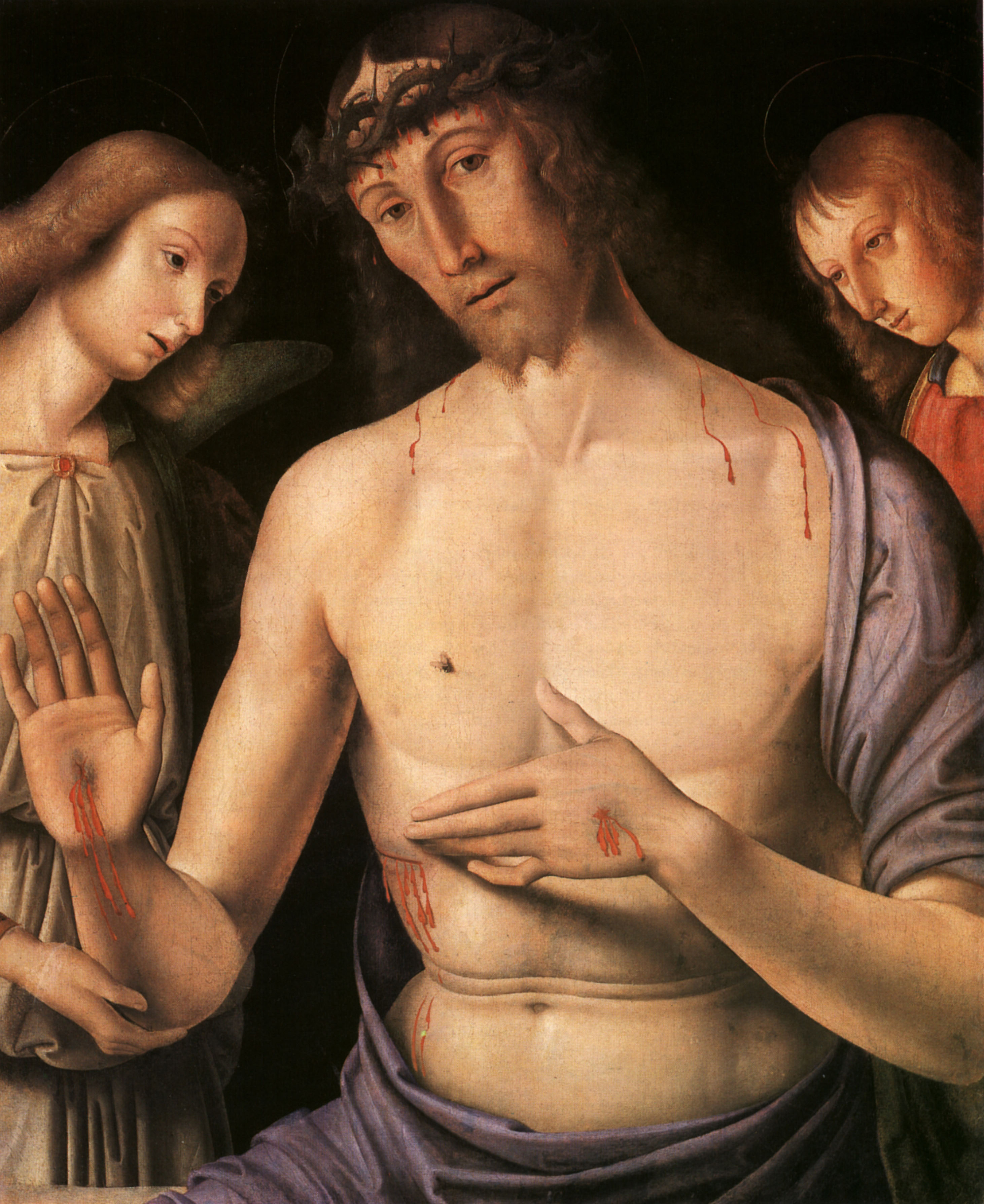
Obra de Giovanni Santi, padre de Rafael; Cristo sostenido por dos ángeles (1490).

Nació en 1483, exactamente el 6 de abril, un Viernes Santo en Urbino una pequeña ciudad de la Italia central—, en la región de Marcas, localidad pequeña, pero importante desde el punto de vista artístico, donde su padre Giovanni Santi era pintor de la corte del duque. En la pequeña corte de Urbino, Giovanni fue integrado en el círculo íntimo de la familia en un grado superior al que era habitual en otras cortes italianas, bajo un gobierno con un importante centro de cultura literaria y artística.
Crecer en el seno de esta pequeña corte le dio a Rafael la oportunidad de aprender las maneras pulidas y las habilidades sociales tan alabadas en él por Vasari. La vida cortesana de Urbino en esta época sería poco después considerada por Baldassare Castiglione, (en su obra El Cortesano en 1528), como modelo de virtudes de una corte humanista italiana. Castiglione se instaló en Urbino en el año 1504, cuando Rafael ya no residía en ella; sin embargo, la visitaba muy a menudo, lo que dio como resultado una extensa amistad. Otros visitantes habituales de la corte también se convirtieron en sus amigos: Pietro Bibbiena y Pietro Bembo, nombrados ambos cardenales más tarde, eran conocidos entonces como buenos escritores y vivieron en Roma al mismo tiempo que Rafael. 
Se movió con comodidad en las altas esferas sociales durante toda su vida, lo que ha sido uno de los factores que han contribuido a dar una falsa impresión de una carrera artística fácil. Sin embargo, no recibió una completa educación humanística, por lo tanto no se sabe con claridad si leía fácilmente en latín.

## Biografía

### Primeros años (1483-1504)

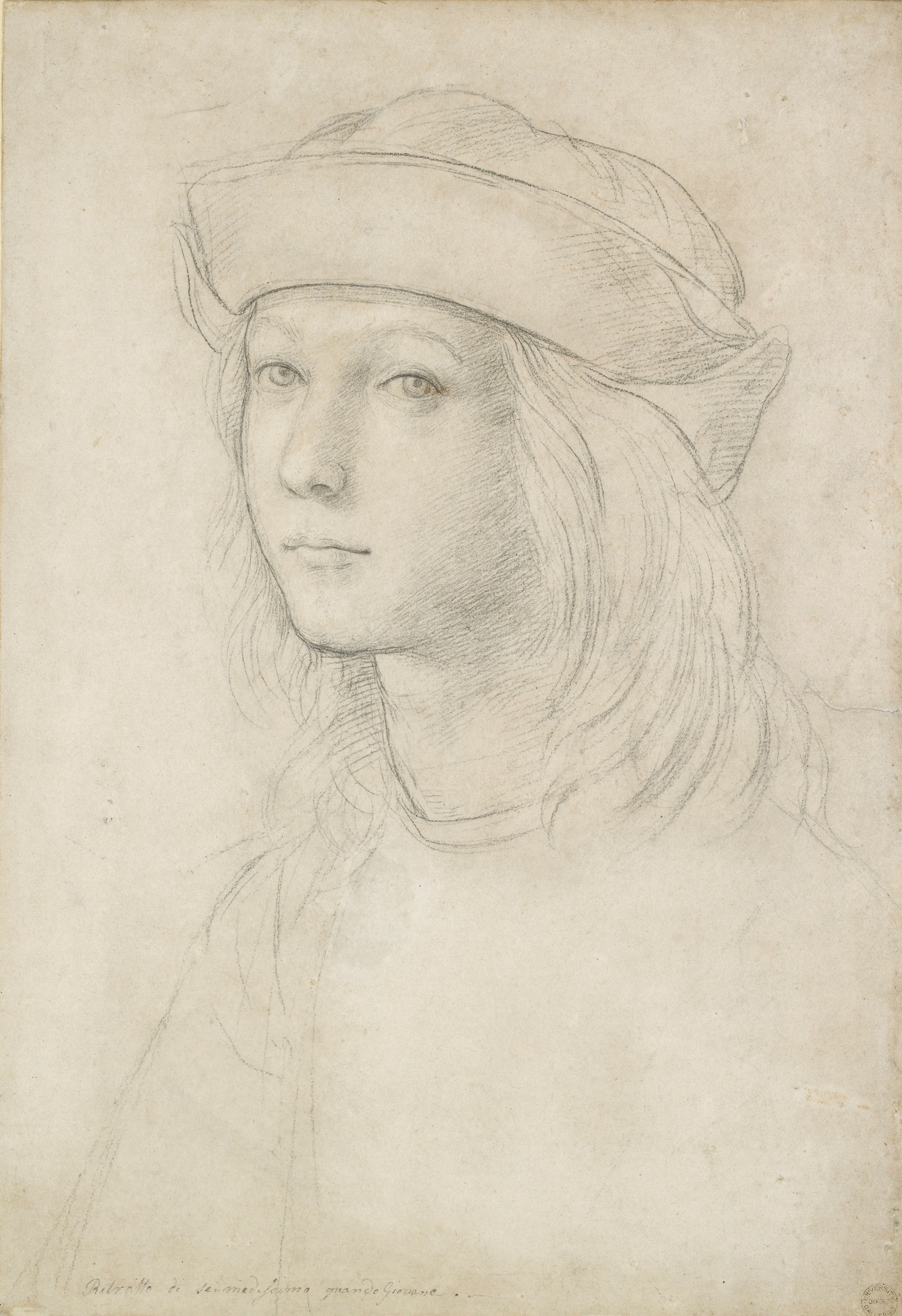
Posible autorretrato de Rafael durante su adolescencia.

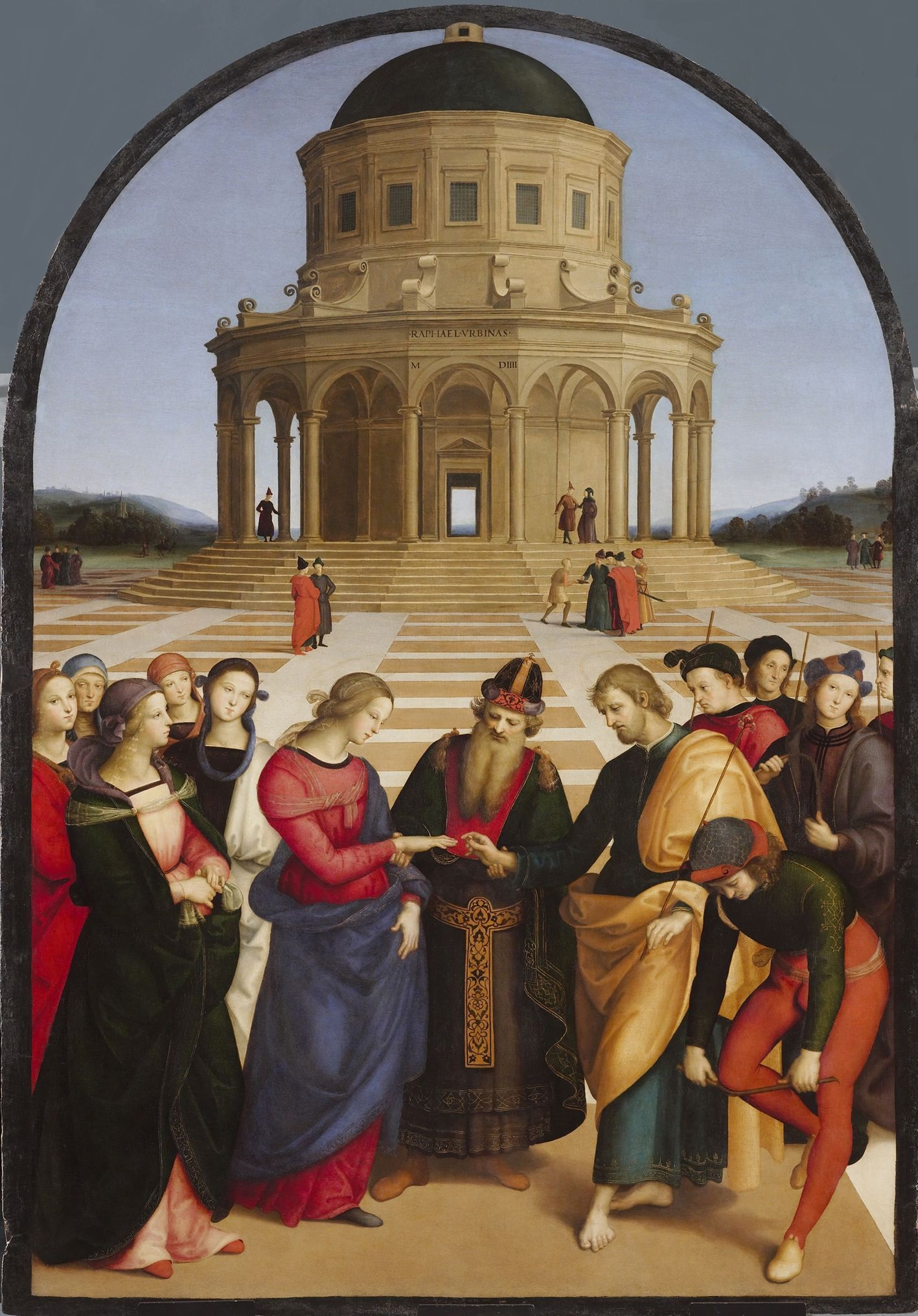
Los desposorios de la Virgen de Rafael Sanzio, en la Pinacoteca de Brera en Milán. En esta obra, se puede apreciar la influencia de Perugino en la manera de pintar del joven.

Su madre, Magia di Battista di Nicola Ciarla, murió en 1491, y el 1 de agosto de 1494, Giovanni Santi, su padre, volvió a casarse. Con tan solo 11 años, quedó huérfano y bajo la custodia legal de su tío Bartolomeo, sacerdote, que inició un litigio con la madrastra del chico. Sin embargo, Rafael continuó viviendo con ella cuando no acudía a su aprendizaje con un maestro. Aun así, ya había dado muestra de su talento, según Giorgio Vasari, quien cuenta que había sido "una gran ayuda para su padre". Un brillante autorretrato de su adolescencia muestra su precoz talento. El taller de su padre continuó y, probablemente en compañía de su madrastra, jugó un relevante papel en su gestión desde su juventud. En Urbino tuvo la oportunidad de conocer la obra de Paolo Uccello, el precedente pintor de la corte († 1475), y de Luca Signorelli, quien hasta el año 1498 residió y trabajó en la próxima Città di Castello.
Según Vasari, su padre lo colocó en el taller del maestro de Umbria Pietro Perugino como aprendiz, «a pesar de las lágrimas de su madre». La evidencia de un periodo de aprendizaje viene solo de Vasari y de otra fuente, y ha sido discutida, porque su madre murió cuando él tenía ocho años, lo que sería demasiado pronto para comenzar a formarse. Una teoría alternativa es que recibió algún adiestramiento de Timoteo Viti, un pintor de la corte de Urbino desde 1495. Pero los historiadores modernos están de acuerdo en que Rafael trabajó al menos como ayudante de Perugino desde alrededor de 1500; la influencia de Perugino en sus primeras obras es muy evidente: "probablemente ningún otro discípulo de talento había absorbido las enseñanzas de su maestro como lo hizo Rafael, aún comparándolo con Leonardo da Vinci y Miguel Ángel", según Wölfflin. Vasari escribe que, en cuanto a este período, era imposible distinguir las obras de ambos artistas, pero muchos historiadores del arte modernos afirman haber detectado las partes que Rafael pintó como ayudante en obras de Perugino o de su taller. Aparte de la similitud estilística, sus técnicas eran también muy similares, por ejemplo, en la densa aplicación de la pintura, con el uso de un medio a base de barniz, en las sombras y los adornos oscuros, pero con una aplicación más ligera en las partes de carne. Sin embargo, el exceso de resina en el barniz ha causado a menudo grietas en áreas de las pinturas de ambos maestros. El taller de Perugino estaba activo tanto en Perugia como en Florencia, quizá con dos sucursales permanentes. Se considera que en 1501 Rafael era un Maestro de Pleno Derecho, completamente formado.
Su primera obra documentada fue el Retablo Baronci —aunque hay una controversia con La resurrección de Cristo que fue realizada entre los años 1499 y 1501— para la Iglesia de San Nicolás de Tolentino en Città di Castello, una ciudad a medio camino entre Perugia y Urbino. Evangelista di Pian di Meleto, quien había trabajado para su padre, compartió el encargo de la obra, que data de 1500 y fue terminada en 1501; hoy en día solo quedan algunas porciones y un boceto preparatorio. Durante los siguientes años pintó obras para otras iglesias, incluyendo la Crucifixión Mond —alrededor de 1503— y Los desposorios de la Virgen de la Pinacoteca di Brera, así como obras para Perugia, como el Retablo Oddi —La anunciación , La Adoración de los Magos y La coronación de la Virgen 1501-1503—. Probablemente visitó Florencia en esta época. Se trata de obras mayores, algunas de ellas como frescos, en las que Rafael limita la composición al estático estilo de Perugino. En estos años pintó muchas pequeñas y exquisitas pinturas de caballete, la mayor parte posiblemente para amantes de la pintura de la corte de Urbino, como Las Gracias, El sueño del caballero o San Miguel, y empezó a pintar Virgen con el Niño entronizados y santos.
En el año de 1502 fue a Siena por invitación de otro discípulo de Perugino, Pinturicchio, "al ser amigo de Rafael y conocedor de su capacidad como artista de la más elevada calidad", porque le ayudó con las obras, y muy probablemente con los dibujos, para una serie de frescos en la Biblioteca Piccolomini de la Catedral de Siena. Es evidente que en esta etapa temprana de su carrera ya era un artista solicitado.

### Influencia florentina (1504-1508)

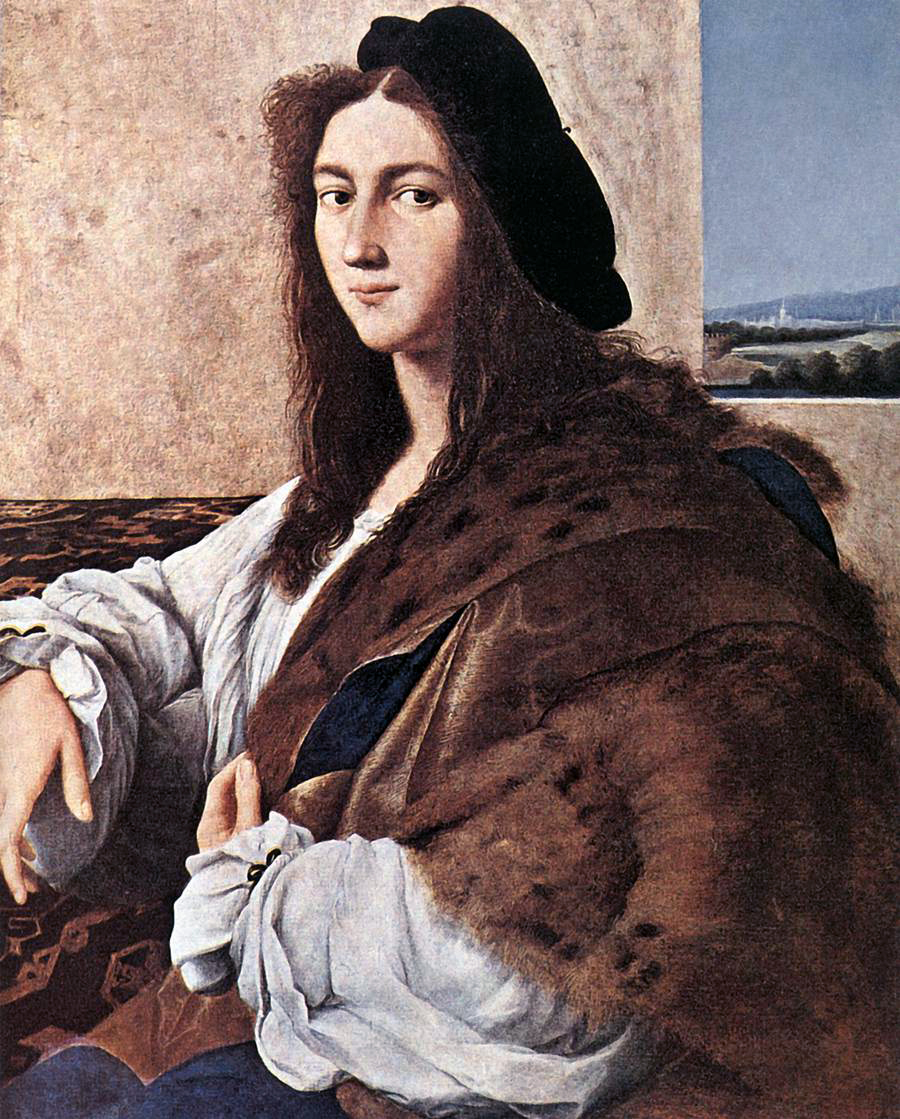
Retrato de un joven, acaso Francesco Maria della Rovere, antaño perteneciente al Museo Czartoryski de Cracovia y actualmente desaparecido.

La Pequeña Madonna de Cowper (1505)

Rafael llevó una vida de "nómada", trabajando en distintos lugares del norte de Italia, pero pasando una buena parte de su tiempo en Florencia, quizás desde el año 1504. Así, aunque se habla de su "período florentino" entre 1504 y 1508, cabe mencionar que nunca residió ahí de forma continua. En cualquier caso, tal vez de tanto en tanto, tenía que visitar la ciudad para proveerse de materiales. Existe una carta de recomendación, fechada en octubre de 1504, de la madre del siguiente duque de Urbino al confaloniero de Florencia: "El portador de ésta es Rafael, pintor de Urbino, quien ha sido dotado para esta profesión y que ha determinado pasar algún tiempo en Florencia para continuar con sus estudios. Su padre fue muy honesto y yo lo quería mucho, y el hijo es un joven sensible y pulido; tanto por una cosa como para la otra le tengo gran afecto...".
Como anteriormente con Perugino y otros, fue capaz de asimilar la influencia del arte florentino, respetando la evolución de su propio estilo. Los frescos que hizo en Perugia alrededor de 1505 muestran una nueva calidad monumental en las figuras, que podría evidenciar la influencia de Fra Bartolomeo, de quien Vasari dice fue amigo. Pero la influencia más asombrosa en este período fue la de Leonardo da Vinci, quien volvió a la ciudad entre 1500 y 1506. Las figuras de Rafael comenzaron a tomar posiciones más complejas y dinámicas, aunque todavía los temas eran mayoritariamente "reposados". Comenzó a hacer bocetos de hombres desnudos luchando, una de sus mayores obsesiones de este período florentino. Otro dibujo es el retrato de una mujer joven, utilizando la composición piramidal en tres cuartos de la reciente Mona Lisa, pero con una apariencia completamente rafaelesca. Otra de las invenciones compositivas de Leonardo, la piramidal Sagrada Familia, se repitió en una serie de obras que se consideran entre sus más famosas pinturas de caballete. En la Royal Collection hay un dibujo de Rafael de la obra perdida de Leonardo Leda y el cisne, de la que tomó la postura en contrapposto para su Santa Catalina de Alejandría.
También perfeccionó su propia versión del sfumato de Leonardo, para dar más sutileza a la representación de la carne, y desarrollar el intercambio de miradas entre los grupos, aunque mucho menos enigmáticos que los conseguidos por Leonardo. Además, supo conservar en sus obras la suave y clara luz de Perugino.
Leonardo era poco menos de una treintena de años mayor que Rafael, pero Miguel Ángel, que en esa época residía en Roma, era solo ocho años mayor. Miguel Ángel detestaba a Leonardo, y en Roma empezó a detestar a Rafael incluso más aún, atribuyendo conspiraciones contra él. Rafael debió conocer sus obras en Florencia, pero sus trabajos más originales de esta época apuntan en una dirección muy diferente. En su Santo Entierro sitúa, al modo clásico de los sarcófagos, todas las figuras en el frente, en un arreglo complejo y no del todo exitoso. Wöllflin detecta la influencia de la Virgen de Miguel Ángel en el Tondo Doni en la figura arrodillada de la derecha, pero el resto de la composición se aleja mucho de su estilo, o del de Leonardo. Aunque fue obra muy considerada en su época, y mucho después retirada a la fuerza de Perugia por los Borghese, se trata de una obra aislada en su producción. Su clasicismo tomaría después una dirección menos "literal".

### Las Estancias vaticanas (1509-1513)

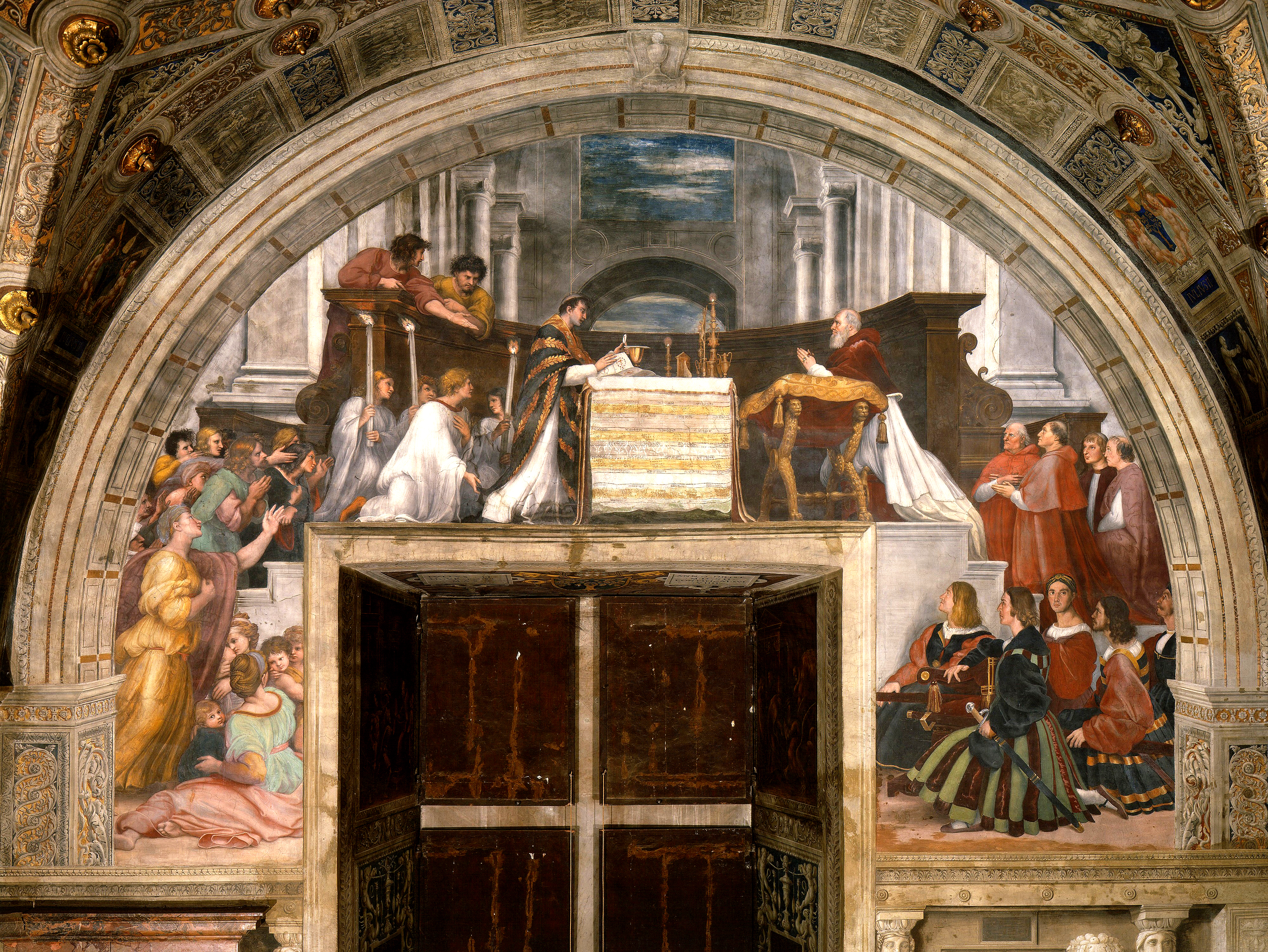
La misa de Bolsena, 1514, Estancia de Heliodoro.

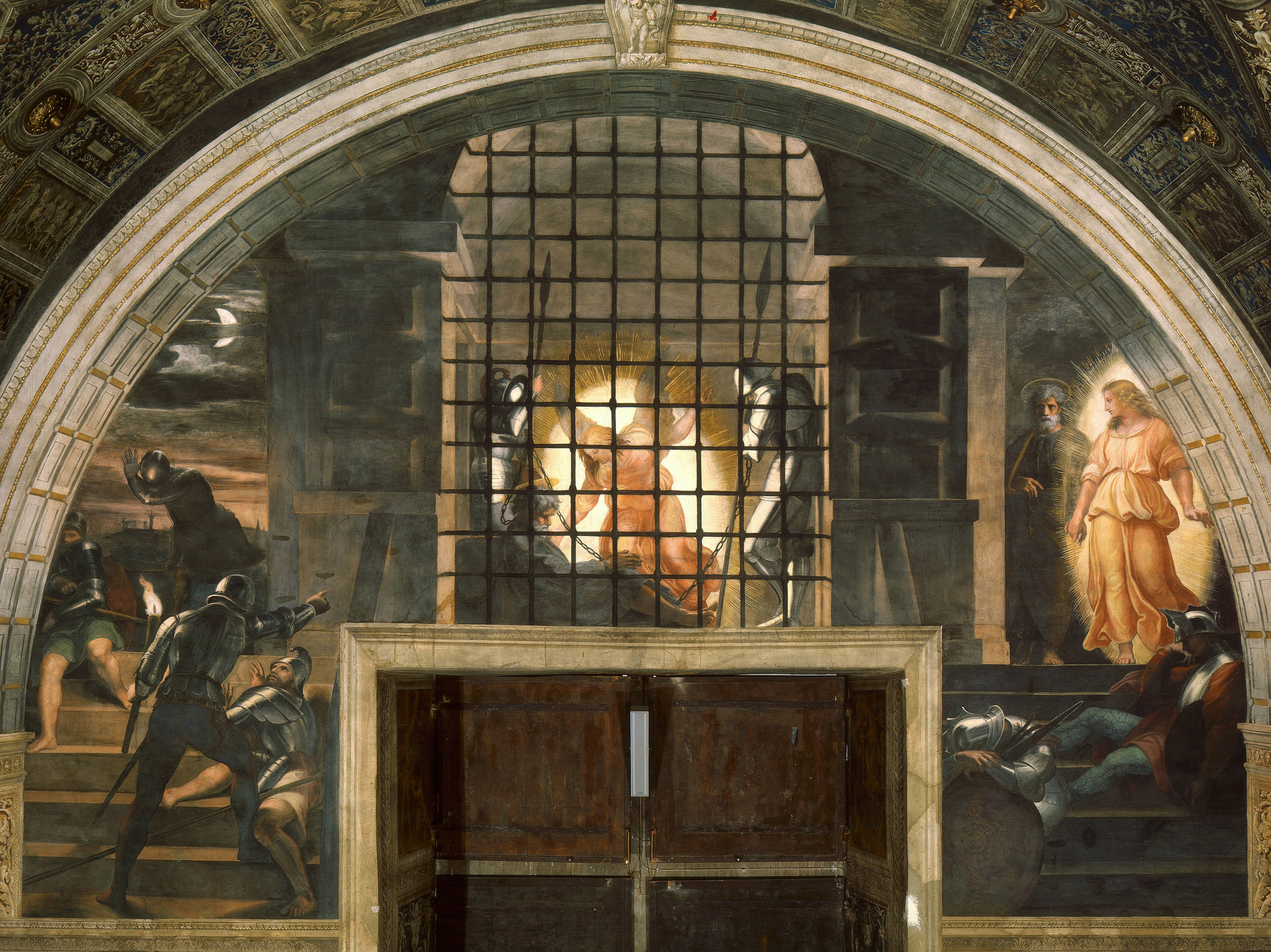
Liberación de San Pedro, 1514, Estancia de Heliodoro.

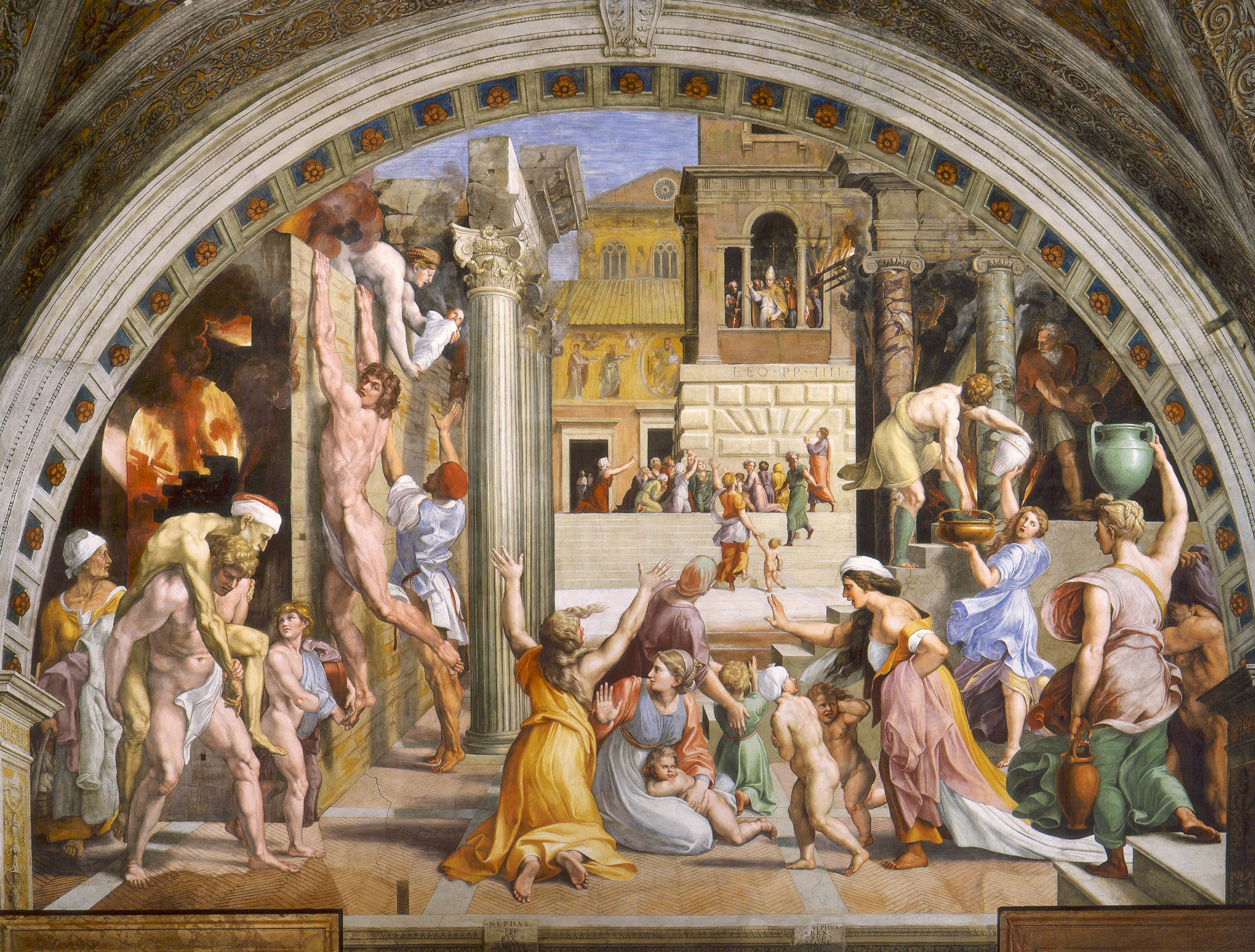
El incendio del Borgo, 1514, Estancia del incendio del Borgo, pintada por el taller de Rafael a partir de un diseño del artista.

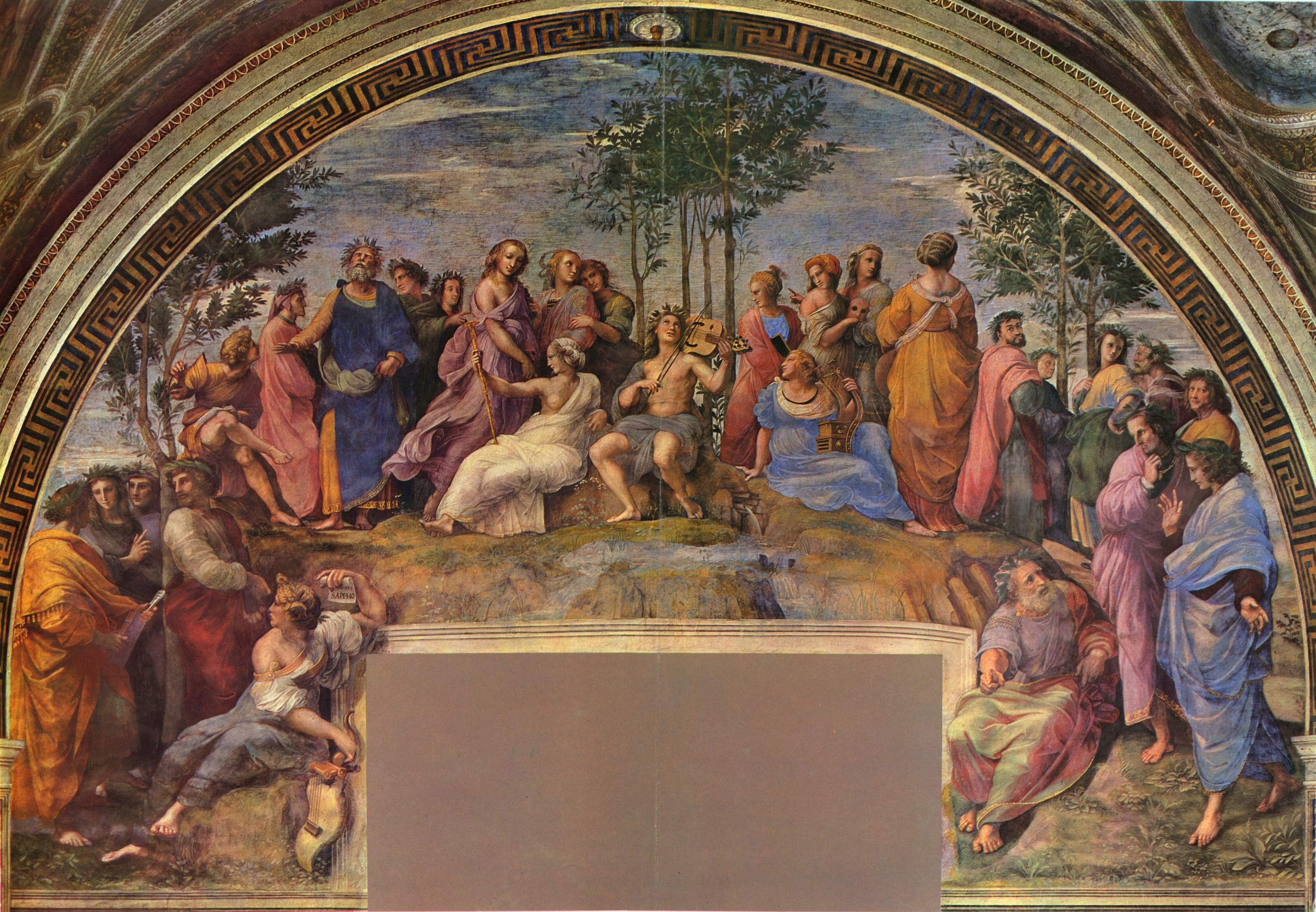
El Parnaso, 1511, Estancia de la Signatura.

A finales de 1508 se trasladó a Roma, donde entró al servicio del papa Julio II, probablemente gracias a la recomendación de su arquitecto Donato Bramante, quien por entonces trabajaba en la basílica de San Pedro, era natural de Urbino y tenía alguna relación con Rafael. A diferencia de Miguel Ángel, que no realizó trabajo artístico alguno durante cierto tiempo en Roma antes de recibir los primeros encargos, el joven artista recibió rápidamente el encargo de decorar al fresco la que habría de ser la biblioteca privada del pontífice en el Vaticano.
 Era un proyecto mucho más importante y extenso que cualquiera en el que hubiera trabajado hasta ese momento, pues hasta la fecha no había pasado de hacer algún retablo en Florencia. En su equipo había otros artistas trabajando en diferentes estancias, muchos de ellos pintando sobre obras encargadas por el odiado predecesor de Julio II, el papa español Alejandro VI. El nuevo pontífice había decidido borrar cualquier vestigio del papa Borgia, hasta sus escudos de armas. Uno de ellos fue Miguel Ángel, que recibió el encargo de pintar la bóveda de la Capilla Sixtina.
La primera de las célebres stanze que comenzó a pintar, es la conocida como Stanza della Segnatura —por el uso que tenía en tiempos de Giorgio Vasari—, produjo un impacto extraordinario en el arte romano. Hoy día continúa siendo considerada la obra maestra del pintor, pues contiene La Escuela de Atenas, El Parnaso y La disputa del Sacramento, que son algunas de las obras más conocidas del pintor. Como consecuencia de este gran éxito, le fueron encargadas nuevas estancias, desplazando a otros artistas previamente contratados, como Perugino o Luca Signorelli. Concluyó tres de ellas, todas con pinturas en sus muros y, a menudo, también en los techos. Sin embargo, la inmensidad del trabajo asumido le obligó a delegar la ejecución práctica de sus detallados diseños (que siempre realizó en persona) en los miembros del numeroso taller que había formado. Eran estos artistas de sobrada capacidad, que con posterioridad a la muerte del propio Rafael, se encargarían de la decoración de la cuarta estancia, basándose en los diseños que el maestro había dejado. La muerte de Julio II (1513) no interrumpió los trabajos, pues su sucesor, el papa León X, un Medici, estableció una relación cercana con el artista, que continuó recibiendo encargos. El amigo de Rafael, el cardenal Bibbiena, era uno de los antiguos tutores del nuevo papa, y su íntimo amigo y consejero.
Es evidente que Rafael se dejó influir por los frescos del techo de la Capilla Sixtina de Miguel Ángel. Vasari dice que Bramante lo introdujo en dicha capilla secretamente. La bastida correspondiente a la primera sección en ser terminada fue retirada el año 1511. La reacción de los demás artistas ante la superior fuerza expresiva de Buonarroti fue la cuestión dominante en el arte italiano en las dos décadas posteriores. Rafael ya había demostrado su capacidad de asimilación de influencias externas a su propio estilo, y aceptó el reto tal vez con mayor intensidad que cualquier otro artista. Uno de los primeros y más claros ejemplos fue el retrato del mismo Miguel Ángel como Heráclito en La Escuela de Atenas, que parece sacado directamente de las Sibilas o los ignudi del techo de la Capilla Sixtina. Otras figuras de esta y otras obras posteriores en las estancias acusan la misma influencia, pero todavía más integradas en el estilo personal de Rafael.
Buonarroti lo acusó de plagio y unos años antes de la muerte de Rafael se quejaba en una carta del siguiente tenor: «todo lo que sabe de arte lo ha aprendido de mí», aunque en otras ocasiones se mostró más generoso.
Estas enormes y complejísimas composiciones pueden ser consideradas entre las obras supremas del Renacimiento. Proporcionan una visión extremadamente idealizada de los sujetos representados, y las composiciones, aunque ya perfectamente concebidas en dibujo, parecen sufrir de sprezzatura, un término ideado por su amigo Baldassare Castiglione, que él definía como «una cierta indiferencia que impregna toda la obra y que nos hace pensar o decir que ha fluido sin ningún esfuerzo». Según Michael Levey, «Rafael les da a sus figuras una gracia y claridad sobrehumanas en un universo de certezas Euclidianas». La pintura es de la máxima calidad en las dos primeras estancias, pero las composiciones posteriores, especialmente las que contienen acción de tinte dramático, no son completamente perfectas por lo que atañe a la concepción, como tampoco en la ejecución de sus ayudantes.

### Otros proyectos

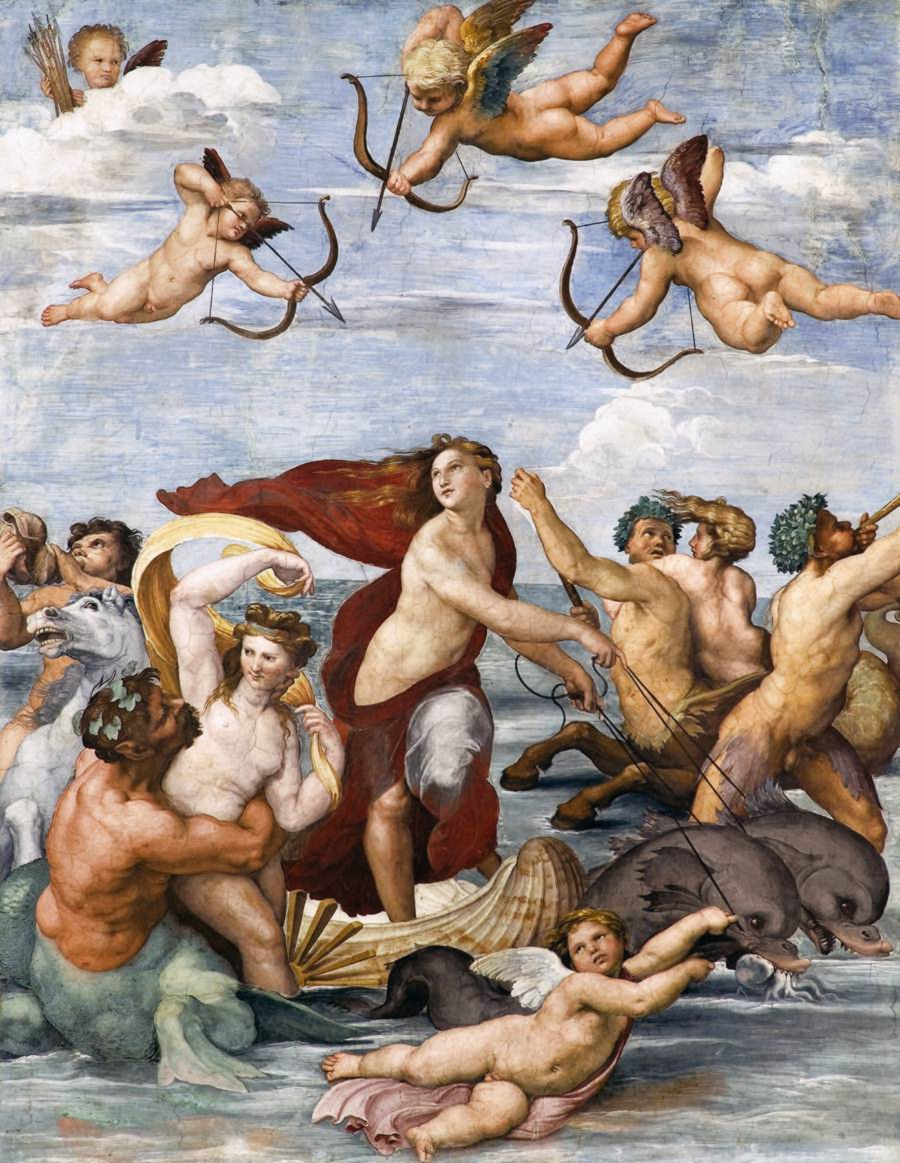
La Galatea, una de sus principales obras mitológicas.

Los proyectos en el Vaticano ocuparon la mayor parte de su tiempo, pero aun así pintó algunos retratos, incluyendo los de sus mecenas, los papas Julio II y León X, el primero de los cuales es considerado como uno de sus mejores retratos. Otros retratos fueron los de sus amigos, como Castiglione, o de personajes del círculo de los papas. Algunos gobernantes lo presionaron con hacer sus respectivos encargos, como a Francisco I de Francia que le fueron enviados dos pinturas como presente diplomático del papado. Para Agostino Chigi, el inmensamente rico tesorero del papa, Rafael pintó La Galatea, diseñó frescos decorativos para su Villa Farnesina y pintó dos capillas en las iglesias de Santa Maria della Pace y Santa Maria del Popolo. También diseñó parte de la decoración de la Villa Madama, sin embargo, la obra de ambas villas fue realizada por su taller.
Uno de los encargos papales más importantes fue la serie de los Cartones de Rafael (actualmente en el Victoria and Albert Museum), una serie de 10 cartones para tapices, de los cuales han sobrevivido 7, y que representan escenas de las vidas de San Pablo y San Pedro, hechas para la Capilla Sixtina. Los cartones fueron enviados a Bruselas para ser tejidos en el taller de Pieter van Aelst el Viejo (padre del luego famoso pintor Pieter Coecke). Es posible que Rafael viera la serie completa terminada antes de su muerte. Probablemente fueron terminados en 1520. También diseñó y pintó las Logias vaticanas, una galería larga y estrecha entonces abierta a un patio a un lado y decorada en el estilo grotesco típico de Roma. Pintó también ciertos retablos importantes, como por ejemplo el Éxtasis de Santa Cecilia y la Madonna Sixtina. Su última obra, en la que estuvo trabajando hasta la muerte, fue La Transfiguración, que en compañía de El Pasmo de Sicilia muestra la dirección que había tomado su arte en las postrimerías de su vida: un estilo más proto-barroco que manierista.
El cardenal Bernardo Dovizi di Bibbiena obtuvo del papa León X, a cambio del apoyo concedido para su elección, la autorización para reestructurar su apartamento en el interior de los palacios Vaticanos. Culto humanista y literato, de gustos refinados, el cardenal deseaba que su apartamento estuviese a la altura de la tradición romana y encargó el proyecto a Rafael. Corría el año 1516; Rafael, con sus ayudantes se ocupó del conjunto decorativo, inspirándose en la Villa de Adriano en Tívoli y en la Domus Aurea, alcanzando resultados de gran refinamiento y elegancia en el entrelazamiento de motivos clásicos y elementos ornamentales de gusto antiguo, que constituirán durante tiempo un imitado motivo decorativo. Igual decoración desarrolló en las Logias vaticanas (1519). La estructura del conjunto refleja la cultura y el gusto de Rafael; la ejecución es de sus alumnos: Giovanni da Udine, G. Romano y G. F. Penni.

### Taller

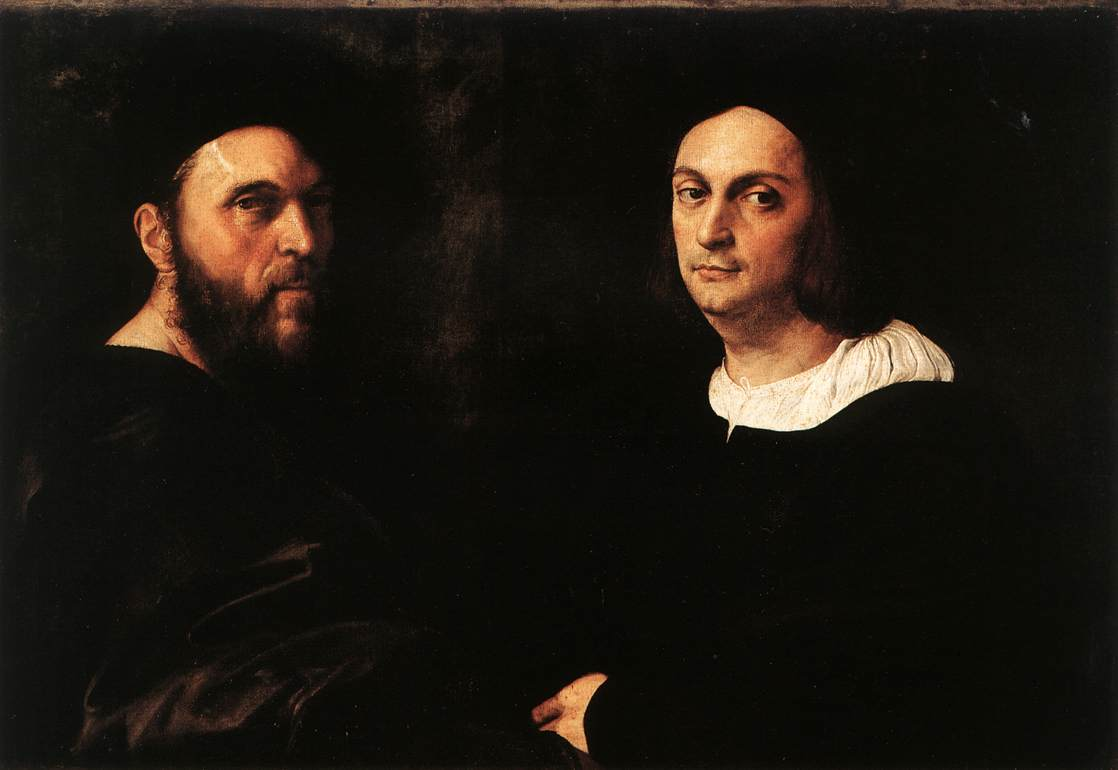
Retrato de Andrea Navagero y Agostino Beazzano o Retrato Doble, obra hecha por Rafael Sanzio durante su periodo romano. El retrato parece haber sido hecho en abril de 1516 estando los dos humanistas retratados en Roma, poco antes de que Andrea Navagero regresara a Venecia con motivo de su nombramiento como bibliotecario de la República Serenísima. La magna obra del italiano está hecha al óleo sobre lienzo. Mide 76 cm de alto y 107 de ancho y se conserva actualmente en la Galería Doria Pamphili de Roma.

Vasari dice que Rafael llegó a tener un taller con cincuenta pupilos y ayudantes, muchos de los cuales llegarían a ser después importantes artistas por su propio derecho. Fue, posiblemente, el mayor taller reunido bajo el magisterio de un único gran maestro de la pintura, y mucho mayor de lo habitual. Incluía destacados pintores provenientes de otras regiones de Italia, que probablemente trabajaban con sus propios equipos como subcontratistas, así como aprendices y obreros. Hay poca información sobre el taller y sobre su organización interna, aparte de las mismas obras de arte, a menudo difíciles de atribuir a la intervención de un artista concreto.
Tras la muerte de Rafael, la actividad del taller continuó, sin embargo, muchas de sus pinturas quedaron incompletas, así como algunas de sus posesiones. Los miembros más destacados fueron Giulio Romano, joven discípulo de origen romano —de 21 años—, y Gianfrancesco Penni, ya considerado un maestro, de origen florentino. Penni no alcanzó el mismo nivel de reputación personal que Giulio Romano, y después de la muerte de Rafael, ocupó el puesto de ayudante de Giulio Romano durante la mayor parte de su carrera. Perino del Vaga, ya un maestro, y Polidoro da Caravaggio, quien supuestamente ascendió a la posición de pintor luego de ocupar el humilde oficio de trasportar materiales para los obreros, también llegaron a ser importantes pintores. Maturino da Firenze, como en el caso de Penni, fue eclipsado por la fama de su compañero Polidoro. Giovanni da Udine gozaba de un estatus más independiente, y fue responsable de la decoración en estuco y los grotescos que decoraban los principales frescos. La mayor parte de los artistas se dispersaron, y algunos de ellos tuvieron una muerte violenta a raíz del saqueo de Roma de 1527. Esto contribuyó a la difusión del estilo de Rafael por toda Italia y a lugares más lejanos.
Vasari da mucha importancia al hecho de que Rafael logró un armonioso y eficiente taller, y al igual su habilidad y paciencia en la resolución de los conflictos o disputas entre los clientes y sus ayudantes, algo de lo que carecía Miguel Ángel con ambos colectivos. Aun así, hoy en día, es casi imposible descifrar las partes que Rafael y sus ayudantes realizaron, ya que, tanto Romano como Penni, eran diestros, no hay duda de que muchas de las últimas obras murales de Rafael, y probablemente algunas de sus obras de caballete, destacan más por el dibujo que por la ejecución. Sin embargo, muchos de sus retratos, que se encuentran en buenas condiciones, muestran la brillante técnica de ejecución que alcanzó al final de su vida.
Otros de sus destacados discípulos y ayudantes fueron Raffaellino del Colle, Andrea Sabbatini, Bartolomeo Ramenghi, Pellegrino Aretusi, Vincenzo Tamagni, Battista Dossi, Tommaso Vincidor, Timoteo Viti—pintor de Urbino—, así como el escultor y arquitecto Lorenzetto —cuñado de Giulio Romano—. Se ha dicho que el flamenco Bernard van Orley trabajó durante un tiempo para Rafael, y que Luca Penni, hermano de Gianfrancesco, tal vez fue miembro del taller.

### Retratos
A lo largo de su vida realizó varios retratos donde mostró una gran medida de gracia y armonía, ejemplo de esto fue el de Baltasar de Castiglione. Las Madonne y los bambini llenos de belleza y elegancia fueron un tema recurrente tanto en sus retratos como en sus pinturas. En la "Última Cena" dio un gran protagonismo a la figura de los apóstoles. De igual manera realizó retratos de grandes personajes como: del Cardenal Bibbiena (c. 1516), el Retrato de Andrea Navagero y Agostino Beazzano (c. 1516), Retrato de Bindo Altoviti (c. 1514), Retrato de Tommaso Inghirami (1515-1516), Retrato de cardenal (1510-1511), Retrato de Julio II (1511-1512) y Retrato del cardenal Alessandro Farnese (1509-1511). Muchos de ellos se encuentran hoy dispersos en los museos y galerías de Europa.
La relación de Rafael con Leonardo da Vinci en Florencia a principios del siglo XVI fue muy significativa. El modelo inspirador es la Gioconda, que por el efecto emocional de su mirada y sobre todo la integración entre la figura y el paisaje constituyó un modelo de reflexión para Rafael. Pero en los retratos de Rafael la línea establece netamente las formas, que gracias a su certeza se convierten en "módulo" espacial, en equilibrio entre lleno y vacío, en medida de la relación entre lo particular y lo universal, en síntesis perfecta de las verdades de la persona. También la trayectoria de Rafael se concreta en la superación de las formas poco convencionales de Perugino, en la adquisición de una pintura autónoma, libre, que sea expresión del perfecto equilibrio existente entre el hombre y la naturaleza. Los comitentes del artista son representantes de la alta burguesía de los banqueros y los mercaderes o de la aristocracia menor, mientras la sociedad más elevada se dirige a pintores de más fama, como Ghirlandaio.
El encargo papal acrecienta enormemente la fama y el prestigio de Rafael, que entre 1509 y 1513 recibe numerosas peticiones de cardenales y nobles más o menos próximos a la curia romana. Realizaba dichos retratos al mismo tiempo que ejecutaba las estancias. En este ámbito es interesante la evolución del retrato. La novedad es que se advierte en ellos una mayor propensión a representar los rasgos como indicadores de la interioridad, más allá de la preocupación por la afirmación del estado social; además, resulta evidente la representación de la figura como presencia más cierta y consciente.

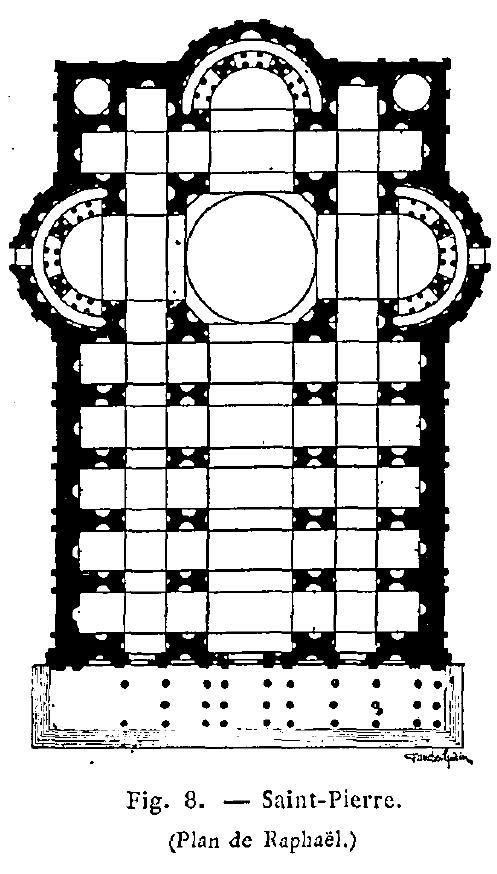
Proyecto que ideó Rafael para la basílica de San Pedro en el Vaticano, 1514.

### Arquitectura
Tras la muerte de Bramante, en 1514, fue nombrado arquitecto de la basílica de San Pedro. La mayor parte de sus obras arquitectónicas han sido derrumbadas o modificadas después de su muerte y a raíz de la aceptación de los diseños de Miguel Ángel, pero, sobreviven unos pocos diseños. Para el análisis de estos, se llevó a cabo el examen de un templo que se encontraba muy oscuro, con grandes pilares a lo largo, «como un callejón» según un análisis crítico y póstumo de Antonio da Sangallo el Joven. Existe también la hipótesis de que el templo tiene un parecido con el santuario de La expulsión de Heliodoro del templo. Rafael diseñó otros edificios, y durante un corto tiempo se le consideró el arquitecto más importante de Roma y el preferido del círculo social del papa. Julio había hecho cambios en la disposición urbanística de la ciudad, creando varias vías públicas, las cuales aparentaban esplendorosos palacios.
Un importante edificio, el Palazzo Branconio dell'Aquila del chambelán de León X, fue completamente derrumbado para hacer lugar a la plaza diseñada por Bernini para San Pedro, obra que jamás se realizó, pero se han conservado dibujos de la fachada y del patio. La fachada gozaba de una abigarrada decoración, inusual para la época, incluyendo tanto paneles pintados en el piso superior (de tres) como profusión de esculturas en el piso intermedio. El diseño básico de la Villa Farnesina no fue de Rafael, pero él diseñó y pintó la Capilla Chigi para el propietario, Agostino Chigi, tesorero del papa. Otro edificio, para el doctor del papa León, el Palazzo di Jacobo da Brescia, el cual fue trasladado en la década de 1930, y actualmente se mantiene en pie; dicho edificio fue diseñado como complemento de un palacio de la misma calle, obra de Bramante, donde el mismo Rafael residió durante un tiempo. La Villa Madama, una espléndida residencia de recreo del cardenal Julio de Médicis, posteriormente del papa Clemente VII, nunca fue terminada, pero sus planos revelan su propósito. Se hizo un diseño a partir de los planos constructivos por Antonio da Sangallo el Joven y aunque incompleta, era la villa más sofisticada diseñada hasta el momento en Italia. De este modo, influyó de manera importante en los diseños posteriores de este tipo de edificio (este parece ser el único edificio moderno de Roma del cual Palladio hizo un dibujo medido). Solo quedan los planos de la planta baja de un gran palacio diseñado por él mismo a la nueva «Via Giulia», en el Borgo, para el cual estuvo acumulando el terreno en sus últimos años. Se encontraba en una manzana irregular cerca del río Tíber. Parece que las fachadas debían incluir una orden gigante de pilastras elevándose al menos dos plantas hasta la altura completa de la planta noble, «un estilo grandilocuente sin precedentes en un palacio de carácter privado». En 1515, le fueron otorgados poderes como "Prefecto" sobre todas las antigüedades que se desenterraran en la ciudad y hasta una milla alrededor de esta. Rafael escribió una carta al papa León sugiriendo medidas para impedir la destrucción de los monumentos antiguos, y propuso una inspección visual de la ciudad para registrar las antigüedades de manera organizada. La opinión del Papa era diferente, quería seguir reutilizando las antiguas fábricas para la construcción de San Pedro, pero quería que todas las inscripciones antiguas quedaran documentadas, así como también conservar las esculturas, antes de dar permiso para el uso de la piedra.

### Obras

Retrato de Baltasar Castiglione

- La escuela de Atenas
- La transfiguración
- Madonna Sixtina
- Los desposorios de la virgen
- Autorretrato
- El triunfo de Galatea
- Las Gracias
- La bella Jardinera
- Retrato de Baltasar Castiglione
- La velada Retrato de Baltasar Castiglione

Entre otros

### Dibujos

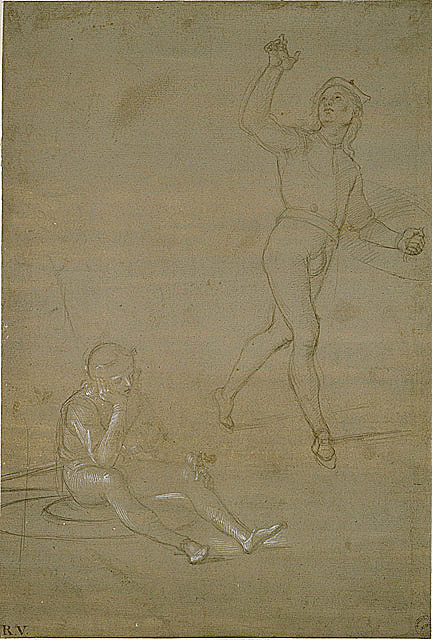
Bosquejo preparatorio para la obra de La resurrección de Cristo, la cual es quizá su primera obra oficial.

Se le considera uno de los dibujantes más finos en la historia del arte occidental y uno de los que usó ampliamente el dibujo para planear sus composiciones. Según Armerina, experta en la vida del artista, cuenta, que cuando este empezaba a planear una composición, extendía en el suelo un gran número de dibujos que conservaba archivados, y comenzaba rápidamente a dibujar, utilizando figuras de «aquí y de allá». Han sobrevivido unos cuarenta bocetos de la Disputa de las Estancias y probablemente haya más entre las cuatrocientas hojas que se tienen actualmente de sus pre-diseños; bien solo constituyen una parte mínima de los que realizó el artista o hizo realizar por su taller bajo su supervisión. Hizo muchos dibujos para perfilar las posturas y las composiciones, aparentemente en cantidad superior a la de otros pintores, a juzgar por la gran cantidad de variantes que han sobrevivido: «... Es así como el mismo Rafael, que tenía tanta riqueza inventiva, solía trabajar, siempre partiendo de cuatro o seis maneras diferentes de exponer la escena, cada una de ellas diferente al resto, y todas ellas llenas de gracia y finura» escribió un autor tras la muerte de este. Para John Shearman, el arte de Rafael marca «un desplazamiento de los recursos desde la producción hacia la investigación y el desarrollo».
Su obra está acompañada de un inmenso corpus de dibujos, que constituyen un fundamental documento de apoyo de las obras pintadas, pero que deben ser entendidos e interpretados como un ámbito de investigación autónomo y original. Han sido catalogados por Fischer como una estancia romana.
Ciertamente, desde el período umbro, el dibujo constituía una parte fundamental de su método de trabajo: se trata de esbozos o estudios principalmente al natural, útiles para enfocar un detalle de la composición, aunque debe reconocerse que los motivos del dibujo nunca son transferidos a la obra definitiva sin modificaciones ni variaciones.
Cuando estaba satisfecho con una composición a menudo la trasladaba a cartón a escala real, que posteriormente perforaba con un punzón, dejando agujeros por donde dejaba pasar un poco de hollín, de modo que quedaban líneas en la superficie final como guía. También hizo un uso exhaustivo y poco habitual, tanto en papel como en yeso, de una «aguja ciega», marcando líneas que dejaban solo una hendidura, pero ninguna marca. Estas pueden ser vistas en el muro de La escuela de Atenas y en muchos otros dibujos. Los Cartones de Rafael, como diseños para tapices que eran, fueron completamente coloreados con pintura al temple, y fueron enviados a Bruselas para ser tejidos.
En las últimas obras pintadas por el taller, los dibujos son a menudo mucho mejores que la pintura. La mayor parte de sus dibujos son bastante detallados, incluso los bocetos iniciales con figuras desnudas están cuidadosamente hechos, y los posteriores dibujos de preparación tienen un alto nivel de acabado, con sombreados y, a veces, zonas iluminadas en blanco. Carecían de la libertad y la energía de algunos de los bocetos de Leonardo o de Miguel Ángel, pero siempre muy satisfactorios desde el punto de vista estético. Fue uno de los últimos artistas en utilizar de manera habitual un dispositivo metálico, aunque también supo hacer un soberbio uso de la técnica más libre del carbón rojo o negro. En sus últimos años fue uno de los primeros artistas en usar modelos femeninos para dibujos preparatorios, aunque cabe mencionar que habitualmente se usaban hombres para estudio de ambos sexos. («Garzón»).
Las técnicas son dispares: lápiz, sanguina, pluma, punta de plomo o de plata, bistre, albayalde, acuarela, trazos netos o esfumados, sobre papel blanco o coloreado.

### Grabados
Rafael no hizo directamente los grabados, sino que buscó la colaboración de Marcantonio Raimondi para reproducirlos a partir de sus dibujos, colaboración que dio lugar a muchos de los grabados italianos más afamados del siglo y que marcó la evolución de este arte. Este interés por los grabados no es habitual entre los grandes maestros; de sus contemporáneos, solo Tiziano, quien trabajó con Raimondi, pero de una forma menos satisfactoria. Se hicieron alrededor de cincuenta planchas, algunas copiando pinturas conocidas de Rafael, pero otras aparentemente sobre diseños originales expresamente pensados por el maestro. Parte de estos dibujos preparatorios se ha perdido, y su existencia se conoce solamente porque Raimondi los trasladó al grabado.
Los grabados originales más famosos surgidos de esta colaboración fueron Lucrecia, el Juicio de Paris y La masacre de los Inocentes (del que fueron grabadas dos versiones prácticamente idénticas). Entre los grabados basados en pinturas cabe destacar El Parnaso (con diferencias considerables respecto a la original) y Galatea. Fuera de Italia, los de Raimondi y otros fueron la principal vía de divulgación del arte de Rafael hasta el siglo XX. Baviero Carocci, llamado por Vasari «Il Baviera», un ayudante a quien Rafael confiaba su dinero, se quedó en posesión de muchas de las planchas después de la muerte del artista, y tuvo éxito en la nueva ocupación de editor de grabados.

## Vida privada y muerte

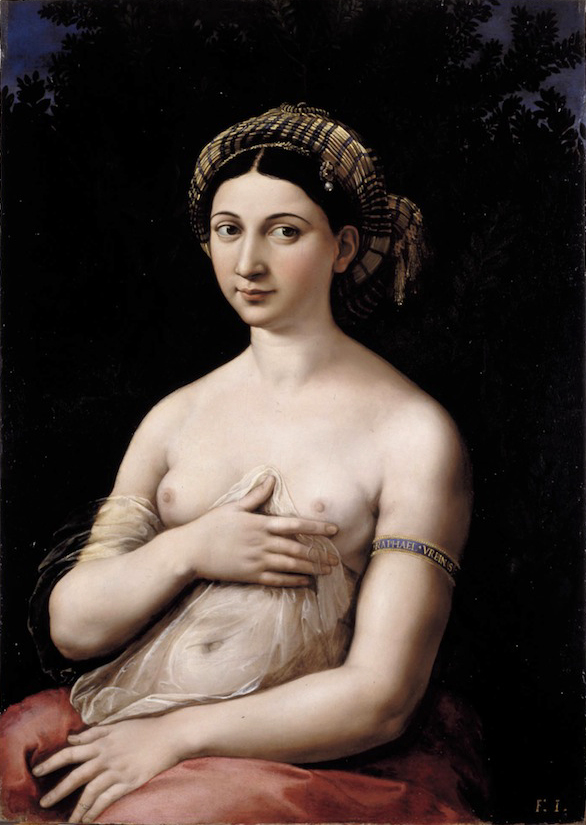
La Fornarina, amante de Rafael.

Rafael vivía en Borgo, con bastante lujo y en un palacio diseñado por Bramante. Nunca se casó, pero en 1514 se comprometió con María Bibbiena, sobrina del cardenal Médici. Parece que su amigo, el cardenal, forzó el compromiso, y que la falta de entusiasmo del artista no hizo posible los esponsales antes de su muerte en 1520. Se ha dicho que tuvo varias relaciones amorosas, pero mientras vivió en Roma gozó de una relación permanente con Margherita Luti, «La Fornarina», llamada así por ser hija de un panadero (fornaio en italiano) de origen sienés llamado Francesco Luti, que vivía en la Via del Governo Vecchio.
Fue nombrado mayordomo del Papa León X, lo que le daba un cierto estatus ante la corte y unos ingresos adicionales, así como también, caballero de la Orden Papal de la Espuela Dorada. Vasari afirma que estos nombramientos, y al igual que los muchos encargos hechos por estos, pudieron ser motivo y explicación del retraso de su casamiento. Según Vasari, su prematura muerte en un Viernes Santo (6 de abril de 1520, posiblemente el día de su aniversario treinta y siete) fue debido a una noche en la cual tuvo excesivas relaciones sexuales con «La Fornarina», tras lo cual enfermó con fiebre, y al no confesarle a los doctores la verdadera causa, no le fue administrado el cuidado correcto, lo que le causó la muerte. Fuese cual fuese la causa, en la agudización de su enfermedad, que duró quince días, pudo recibir la extremaunción y puso sus cosas en orden. Dictó su testamento, mediante el cual dejó suficiente dinero para manutención de su amante, confiado a su leal sirviente Baviera, y dejó la mayor parte del contenido de su taller a Giulio Romano, a Penni y a un desconocido sacerdote de Urbino que era pariente suyo. Cumpliendo su solicitud, fue enterrado en el Panteón de Roma en una tumba presidida por una escultura de la Madonna del Sasso.
La biografía de Vasari dice que nació en Viernes Santo, y que en 1483, ese día fue el 28 de marzo. Esto significa que si Rafael efectivamente nació y murió en Viernes Santo, en realidad no murió el día de su cumpleaños, ya que el Viernes Santo de 1520 fue 6 de abril. Su funeral fue grandioso y acudió una gran multitud. La inscripción en su sarcófago de mármol, un pareado elegíaco escrito por Pietro Bembo, dice:

ILLE HIC EST RAPHAEL TIMVIT QVO SOSPITE VINCI RERVM MAGNA PARENS ET MORIENTE MORI

Puede traducirse como Aquí yace Rafael, por el que en vida temió ser vencida la naturaleza, y al morir él, temió morir ella.
Y el conde Baldassare Castiglione escribió sobre su muerte de esta forma: 

"Por haber sanado con su arte médica el cuerpo herido de Hipólito y por haberlo sacado de las aguas estigias, el mismo Epidauro fue hundido en las aguas estigias. Así el precio de la vida supuso la muerte del artífice. Tú también, Rafael, mientras recomponías con admirable talento Roma mutilada en todo su cuerpo y el cadáver de la ciudad desgarrado por el hierro, el fuego y los años, y mientras devolvías a la vida su antigua dignidad, moviste la envidia de los de arriba y la Muerte se indignó de que pudieras devolver el alma a lo ya extinguido y de que tú despreciando su ley de nuevo reparases lo que el lento paso del tiempo había hecho desaparecer. Así, infeliz, rota tu primera juventud, ay, caíste recordándonos que todos nosotros y lo nuestro ha de morir."
Baldassare Castiglione

## Relación con otros autores

### Rafael y Leonardo Da Vinci
El retrato de Rafael que copia más directamente el modelo de la Gioconda es el de Maddalena Doni: el mismo corte con el busto entero, la misma articulación en el espacio, la misma evidencia de las manos en primer término. Ahora bien, la lectura comparada de las dos obras evidencia una profunda distancia en la concepción. Leonardo, al regresar a Florencia, llevaba consigo el fruto de los estudios milaneses sobre la realidad fenoménica y una actitud de tipo "científico", con base en la cual la indagación sobre la realidad estaba exenta de cualquier certeza a priori. Rafael llegaba a Florencia después de la experiencia de Urbino, que había desarrollado en él la concepción del arte como evidencia de la verdad representada en la perfección de la forma geométrica. El joven se mide con el más viejo Leonardo.

### Rafael y Miguel Ángel
Mientras Rafael trabajaba en la estancia de la Signatura, Miguel Ángel estaba dando vida, en la bóveda de la antigua capilla Sixtina, al otro monumento fundamental de la pintura renacentista. La comparación entre las dos obras es inevitable, aunque a decir verdad ya en los años florentinos Rafael había tenido ocasión de razonar sobre la interpretación miguelangeliana de la forma, extrayendo eficaces sugerencias. Pero en Roma, algunas figuras de la bóveda de la stanza della Segnatura, en particular las personificaciones de las Virtudes, están concebidas según una monumentalidad nueva, plasmadas en gigantescos altorrelieves, articuladas en posturas construidas por líneas quebradas, alejadas del flujo armónico del ritmo clásico propio de Rafael. La cuestión es cómo el artista pudo ver la bóveda de Miguel Ángel, que fue descubierta después de la conclusión de la stanza della Segnatura. Vasari cuenta que Rafael, con la complicidad de Bramante, habría aprovechado una breve ausencia de Miguel Ángel para subir a los andamios de la Sixtina; otras versiones cuentan que el Papa Julio II permitió el acceso a Rafael a la sala. Pero el relato no es creíble; es más probable que las Virtudes fueran realizadas después de un descubrimiento parcial de la Sixtina.

### Rafael y Durero
La Roma de los papas, donde Rafael ocupa una posición de gran prestigio, es el escenario ideal para que la obra del pintor supere los límites de su propia actividad y llegue a otros ámbitos más lejanos. En ese sentido debe considerarse la relación con el gran pintor alemán Alberto Durero, testimoniada por una serie de documentados intercambios epistolares, fechados en 1515. Ese año Rafael envía a Durero un dibujo para la Batalla de Ostia, sobre el que el propio Durero anota en alemán: 

Rafael de Urbino, que ha sido tan estimado por el papa, ha hecho estas figuras desnudas y las ha enviado a Alberto Durero a Nuremberg, para mostrarle un trabajo de su mano.
Alberto Durero

Entre los dos artistas se produce un intercambio de ensayos; de este modo, el pintor alemán envía un autorretrato a la grisalla y algunos grabados, que despiertan el interés de Rafael por esa técnica, en la que hizo especializarse a su alumno Marcantonio Raimondi. No se han documentado relaciones más precisas, pero el análisis de algunas obras de los dos artistas revela ese intercambio recíproco.

## Influencia

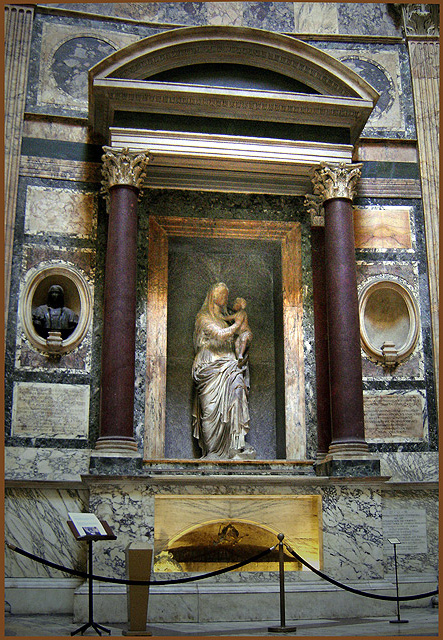
Panteón, Roma, tumba de Rafael.

Gozó de la admiración de sus contemporáneos, aunque su influencia en el desarrollo del arte en su siglo fue menor que la de Miguel Ángel. El manierismo, que comenzó más o menos en el tiempo de su muerte, y el barroco posterior, llevaron el arte en una «dirección completamente opuesta» a las cualidades rafaelinas; «con la muerte de Rafael, el arte clásico —el Alto Renacimiento—se hundió», según manifiesta Walter Friedlander. Sin embargo, pronto fue considerado como modelo ideal para aquellos que detestaban los excesos del manierismo:

La opinión ... generalmente mantenida a mediados del siglo XVI era que Rafael representaba el pintor idealmente equilibrado, universal en su talento, completo en todos los sentidos, y respetuoso con todas las reglas que supuestamente debían gobernar las artes, mientras que Miguel Ángel era el genio excéntrico, más brillante que otros artistas en su campo particular, el dibujo del desnudo masculino, pero desequilibrado y carente de ciertas cualidades, como la gracia y la contención, esenciales para un gran artista. Quienes, como Dolce y Pietro Aretino, que sostenían este punto de vista fueron generalmente los supervivientes del Humanismo renacentista, incapaces de apoyar a Miguel Ángel por su deriva manierista.

Las composiciones de Rafael han sido siempre admiradas y estudiadas, y se han convertido en «joya» del arte académico. El período de mayor influencia se extendió desde finales del siglo XVII hasta finales del siglo XIX, en que fueron muy admirados tanto su perfecto equilibrio como su decoro. Fue visto como el modelo perfecto de la historia de la pintura, y al mismo tiempo era considerado como el más elevado de la jerarquía de géneros. Sir Joshua Reynolds, en su obra Discursos, alabó su «simple, grave y majestuosa dignidad» y dijo que «se sitúa como el principal de los primeros [sobre los mejores] pintores», especialmente por sus frescos (entre los que incluía los Cartones) , mientras que «Miguel Ángel reclama el siguiente lugar. No poseía tantas cualidades excelsas y descomunales como Rafael, pero las que poseyó eran del más alto nivel». Haciéndose eco de las opiniones del siglo XVI expresadas anteriormente, Reynolds concluye:

La excelencia de este hombre extraordinario radica en el decoro, belleza y majestad de sus personajes, la juiciosa organización de su composición, la corrección del dibujo, la pureza de gusto y la talentosa adaptación de contribuciones ajenas a sus propios objetivos . Nadie le superó en este juicio, en saber unir la propia observación de la naturaleza, la energía de Miguel Ángel y la belleza y simplicidad del arte antiguo.  Por tanto, a la pregunta de quién debería ostentar el primer puesto, Rafael o Miguel Ángel, debería contestarse, que si fuese a concederse a quien posee cualidades en el arte superiores a cualquier otro, no hay duda de que Rafael es el primero. Pero si, según Longinos, lo sublime, considerado como la mayor obra que el hombre puede conseguir, compensa abundantemente la ausencia de cualquier otra belleza y neutraliza cualquier otra deficiencia, entonces Miguel Ángel pediría la preeminencia.

Reynolds mostraba menos entusiasmo por las pinturas de caballete de Rafael, pero la ligera sentimentalidad que desprenden las hizo muy populares durante el siglo XIX: «Nos hemos acostumbrado a ellas desde la infancia, a través de un enorme número de reproducciones, cosa jamás hecha por algún otro artista...» escribió Wölfflin, quien había nacido en 1862, sobre la obra Las Vírgenes del florentino. En Inglaterra, en el siglo XIX, la Hermandad Prerrafaelista reaccionó explícitamente en contra de su influencia (y también en contra de la de sus admiradores, como «Sir Sploshua»), en busca de un retorno hacia los estilos anteriores a su «nefasta» influencia. Según John Ruskin:

La maldición de las artes en Europa vino de esta cámara [la Stanza della Segnatura], provocada en gran parte por las grandes cualidades del hombre que había marcado el inicio del declive. La perfección de la ejecución y la belleza formal características de su obra y de la de sus contemporáneos hicieron del acabado de la ejecución y la belleza de la forma del objeto clave de todos los artistas, y desde entonces la ejecución fue considerada más importante que la idea, y la belleza más importante que la verdad.

Y como os decía, estas son las dos causas secundarias del declive del Arte, siendo la primera de ellas la pérdida del propósito moral. Hay que expresarse claramente. En el arte medieval, la idea es el elemento principal, la ejecución en segundo lugar, en el arte moderno la ejecución es el elemento más importante, y la idea el segundo. Y nuevamente, en el arte medieval la verdad es el elemento más importante, la belleza va en segundo lugar, en el arte moderno la belleza es el elemento principal, y la verdad el segundo. Los principios medievales hicieron ascender el arte hacia Rafael, y los principios modernos lo hicieron descender desde él.

Todavía en el siglo XX fue considerado por críticos como Bernard Berenson como el «más famoso y más querido maestro del Alto Renacimiento», pero todo indica que en este siglo fue superado en aprecio por Miguel Ángel y Leonardo.